# Rod Smallwood
Rod Smallwood (Huddersfield, 17 de febrero de 1950) es un representante británico. Actualmente es el representante de la banda Iron Maiden. Smallwood también fue uno de los fundadores en 1976 de Smallwood-Taylor Enterprises, hoy Sanctuary Group, que es una de las compañías más grandes de producción musical. Dicha empresa tomó el nombre luego de la edición de la canción «Sanctuary», de Iron Maiden. Su compañero de negocios es Andy Taylor, al que conoció en el Trinity College, en Cambridge.
Antes de ser representante de Iron Maiden, Smallwood trabajó con Steve Harley & Cockney Rebel. El B-side de Iron Maiden, «Sheriff of Huddersfield», fue escrito por la banda refiriéndose a Rod Smallwood, y fue lanzado en el sencillo de 1986 «Wasted Years».